# Pascal Roland
Pascal Marie Roland (ur. 14 stycznia 1951 w Chatou) – francuski duchowny katolicki, biskup Belley-Ars od 2012.

## Życiorys
Święcenia kapłańskie otrzymał 16 czerwca 1979. Inkardynowany do diecezji wersalskiej, w latach 1979-2000 pracował jako duszpasterz parafialny, jednocześnie odpowiadając za m.in. duszpasterstwo powołań oraz katechumenat dorosłych. W latach 2000–2003 był wykładowcą chrystologii w seminarium św. Sulpicjusza w Wersalu.
27 stycznia 2003 papież Jan Paweł II mianował go ordynariuszem diecezji Moulins. Sakry biskupiej udzielił mu 2 marca 2003 abp Hippolyte Simon.
15 czerwca 2012 został mianowany biskupem diecezji Belley-Ars.